# Кенна, Ральф
Ральф Кенна (англ. Ralph Kenna; род. 27 августа 1964 года, Атлон, Ирландия) — ирландский математик и физик-теоретик, возглавляет группу статистической физики в Университете Ковентри (Англия). Главными областями его исследований являются критические явления и социофизика.

## Ранние годы и образование
Ральф Кенна родился в местечке Атлон (графство Западный Мит, Ирландия) 27 августа 1964 года. После получения степени бакалавра и магистра в Тринити колледже Дублина, в 1988 году он продолжил свое обучение в аспирантуре в Грацском университете, Австрия под руководством профессора Кристиана Ланга. В 1993 году он защитил диссертацию на звание доктора естественных наук (Д rer. nat.) с отличием.

## Карьера
С 1994 по 1997 Ральф Кенна работал в Ливерпульском университете, а в 1997—2002 — в Тринити колледже в Дублине, где читал лекции с 1998 по 2002. Начиная с 2002 года, Р. Кенна работает в университете Ковентри, Англия, сначала на должности преподавателя, а с 2012 как профессор. В 2005 он стал сооснователем Исследовательского центра в области прикладной математики (AMRC). Кенна — основатель и содиректор L4 — объединения ученых четырёх учреждений (Университетов Лейпцига, Лотарингии, Ковентри и Института физики конденсированных систем НАН Украины (Львов)), который включает, в частности, и международный колледж докторантов «Статистическая физика сложных систем».
Научные интересы Кенны касаются теории поля, статистической физики сложных систем и фазовых переходов, социофизики. В частности, известными стали исследования Ральфа Кенны, в которых он использовал количественные подходы для отслеживания эволюции древних нарративов, таких как «Илиада» Гомера, «Песни Оиана» и многих других.

## Избранные публикации
- «Maths meets myths: Quantitative approaches to ancient narratives.» Springer, 2016. (Editor with Máirín MacCarron & Pádraig MacCarron) ISBN 978-3-319-39445-9